# Busento
Busento – rzeka we Włoszech, płynąca przez Kalabrię, stanowiąca dopływ Crati.
W jej dnie pochowano króla Wizygotów Alaryka.